# Tarik Tissoudali
Tarik Tissoudali (Ámsterdam, Países Bajos, 2 de abril de 1993) es un futbolista marroquí de origen neerlandés. Su posición es la de delantero y su club es el Khor Fakkan Club de la UAE Pro League.

## Trayectoria
El 1 de febrero de 2022 se hizo oficial su llegada al K. A. A. Gante firmando un contrato hasta 2023. Estuvo dos temporadas y media en las que marcó 56 goles y dio 28 asistencias. Se marchó en julio de 2024 después de ser traspasado al PAOK de Salónica F. C. En este equipo estuvo media campaña y el siguiente 2 de febrero fue cedido al Khor Fakkan Club emiratí.

## Selección absoluta

### Participaciones en selección nacional
| Torneo                         | Categoría | Sede            | Resultado        | Partidos | Goles |
| ------------------------------ | --------- | --------------- | ---------------- | -------- | ----- |
| Copa Africana de Naciones 2021 | Absoluta  | Camerún         | Cuartos de final | 4        | 0     |
| Copa Africana de Naciones 2023 | Absoluta  | Costa de Marfil | Octavos de final | 1        | 0     |

## Estadísticas

### Clubes
Actualizado al último partido jugado el 30 de julio de 2022.
| SV Argon · Países Bajos | 4.ª           | 2011-12       | 1   | 0  | ―  | ― | ―  | ― | 1   | 0  | 0    |
| SV Argon · Países Bajos | Total club    | Total club    | 1   | 0  | 0  | 0 | 0  | 0 | 1   | 0  | 0    |
| Sparta Nijkerk · Países Bajos | 4.ª           | 2012-13       | 0   | 0  | 2  | 0 | ―  | ― | 2   | 0  | 0    |
| Sparta Nijkerk · Países Bajos | Total club    | Total club    | 0   | 0  | 2  | 0 | 0  | 0 | 2   | 0  | 0    |
| SC Telstar · Países Bajos | 2.ª           | 2014-15       | 37  | 4  | 1  | 0 | ―  | ― | 38  | 4  | 0,11 |
| SC Telstar · Países Bajos | 2.ª           | 2015-16       | 36  | 19 | 2  | 0 | ―  | ― | 38  | 19 | 0,50 |
| SC Telstar · Países Bajos | Total club    | Total club    | 73  | 23 | 3  | 0 | 0  | 0 | 76  | 23 | 0,30 |
| Le Havre A. C. II Francia | 3.ª           | 2016-17       | 9   | 2  | ―  | ― | ―  | ― | 9   | 2  | 0,22 |
| Le Havre A. C. II Francia | Total club    | Total club    | 9   | 2  | 0  | 0 | 0  | 0 | 9   | 2  | 0,22 |
| SC Cambuur · Países Bajos | 2.ª           | 2016-17       | 18  | 7  | 4  | 0 | ―  | ― | 22  | 7  | 0,32 |
| SC Cambuur · Países Bajos | Total club    | Total club    | 18  | 7  | 4  | 0 | 0  | 0 | 22  | 7  | 0,32 |
| VVV-Venlo · Países Bajos | 1.ª           | 2017-18       | 11  | 1  | 3  | 0 | ―  | ― | 14  | 1  | 0,07 |
| VVV-Venlo · Países Bajos | Total club    | Total club    | 11  | 1  | 3  | 0 | 0  | 0 | 14  | 1  | 0,07 |
| De Graafschap · Países Bajos | 2.ª           | 2017-18       | 16  | 9  | 4  | 1 | ―  | ― | 20  | 10 | 0,50 |
| De Graafschap · Países Bajos | Total club    | Total club    | 16  | 9  | 4  | 1 | 0  | 0 | 20  | 10 | 0,50 |
| K Beerschot VA · Bélgica | 2.ª           | 2018-19       | 34  | 7  | 3  | 0 | ―  | ― | 37  | 7  | 0,19 |
| K Beerschot VA · Bélgica | 2.ª           | 2019-20       | 20  | 5  | 2  | 0 | ―  | ― | 22  | 5  | 0,23 |
| K Beerschot VA · Bélgica | 1.ª           | 2020-21       | 19  | 8  | ―  | ― | ―  | ― | 19  | 8  | 0,42 |
| K Beerschot VA · Bélgica | Total club    | Total club    | 73  | 20 | 5  | 0 | 0  | 0 | 78  | 20 | 0,26 |
| K. A. A. Gante · Bélgica | 1.ª           | 2020-21       | 14  | 5  | 3  | 1 | ―  | ― | 17  | 6  | 0,35 |
| K. A. A. Gante · Bélgica | 1.ª           | 2021-22       | 34  | 21 | 4  | 2 | 13 | 4 | 51  | 26 | 0,54 |
| K. A. A. Gante · Bélgica | 1.ª           | 2022-23       | 2   | 1  | 1  | 0 | -  | - | 3   | 1  | 0,33 |
| K. A. A. Gante · Bélgica | Total club    | Total club    | 50  | 26 | 8  | 3 | 13 | 4 | 71  | 33 | 0,49 |
| Total carrera | Total carrera | Total carrera | 251 | 88 | 29 | 4 | 13 | 4 | 293 | 96 | 0,33 |
| (1) Incluye datos de Copa de los Países Bajos y Copa de Bélgica. (2) Incluye datos de Liga Europa de la UEFA y Liga de Campeones de la UEFA. (3) No incluye goles en partidos amistosos. |               |               |     |    |    |   |    |   |     |    |      |

### Hat-tricks
| 1 | 9 de abril de 2018  | Stadion De Vijverberg, Doetinchem | De Graafschap - Almere City | Gol · Gol · Gol | 4-2 | Eerste Divisie              |
| 2 | 10 de abril de 2022 | Ghelamco Arena, Gante             | K. A. A. Gante - OH Leuven  | Gol · Gol · Gol | 5-0 | Primera División de Bélgica |

### Selección nacional
Actualizado al último partido jugado el 13 de junio de 2022.
| Selección          | Año   | Eliminatorias | Eliminatorias | Eliminatorias | Continental | Continental | Continental | Mundial | Mundial | Mundial | Amistosos | Amistosos | Amistosos | Total | Total | Total  | Media goleadora |
| Selección          | Año   | Part.         | Goles         | Asist.        | Part.       | Goles       | Asist.      | Part.   | Goles   | Asist.  | Part.     | Goles     | Asist.    | Part. | Goles | Asist. | Media goleadora |
| ------------------ | ----- | ------------- | ------------- | ------------- | ----------- | ----------- | ----------- | ------- | ------- | ------- | --------- | --------- | --------- | ----- | ----- | ------ | --------------- |
| Absoluta Marruecos | 2022  | 2             | 2             | 1             | 6           | 0           | 0           | —       | —       | —       | 1         | 0         | 0         | 9     | 2     | 1      | 0,22            |
| Absoluta Marruecos | Total | 2             | 2             | 1             | 6           | 0           | 0           | 0       | 0       | 0       | 1         | 0         | 0         | 9     | 2     | 1      | 0,22            |
| Total              | Total | 2             | 2             | 1             | 6           | 0           | 0           | 0       | 0       | 0       | 1         | 0         | 0         | 9     | 2     | 1      | 0,22            |
| 1. 2.              |       |               |               |               |             |             |             |         |         |         |           |           |           |       |       |        |                 |

## Palmarés

### Títulos nacionales
| Título          | Club           | País    | Año  |
| --------------- | -------------- | ------- | ---- |
| Copa de Bélgica | K. A. A. Gante | Bélgica | 2022 |

### Distinciones individuales
| Distinción                         | Año  |
| ---------------------------------- | ---- |
| Bota de Ébano                      | 2022 |
| Jugador del año del K. A. A. Gante | 2022 |